# Killer Instinct (серия игр)
Killer Instinct (рус. Инстинкт убийцы, сокращенно KI) — серия игр в жанре файтинг от компании Rare.

## Игровой процесс
Игры в серии представляют собой файтинг с боями один на один, использующий раскладку кнопок из файтингов Capcom (в том числе серии Street Fighter) и концепт добивающих атак (фаталити) из серии Mortal Kombat. Однако есть несколько специфических отличий, выделяющих серию из иных игр в жанре файтинг:
- В играх отсутствует традиционное деление боя на раунды. Вместо этого у каждого персонажа присутствует двойная шкала здоровья, разделённая на две части, и после потери первой половины здоровья бой останавливается на время восстановления нокаутированного оппонента. В то же время здоровье победившего оппонента не восстанавливается при продолжении боя. Бой заканчивается победой одного из игроков при сведении шкалы здоровья оппонента к нулю.
- В Killer Instinct комбинирование атак автоматизировано и может быть задействовано вводом определённой кнопки атаки либо спецприёмом, тогда как в других тогдашних играх жанра для этого требовалось вводить кнопки в соответствующем порядке.
- По аналогии с фаталити в Mortal Kombat, у каждого персонажа присутствует два добивающих приёма, известные как No Mercy (рус. (умерщвление) без пощады, Danger Move в поздних ревизиях), которые можно использовать, чтобы добить поверженного оппонента в достаточно жестокой манере (хотя в гораздо меньшей степени, чем в Mortal Kombat). Один из этих приёмов может быть использован в завершении комбо при условии наличии у оппонента критически низкого здоровья (в этом случае комбо будет засчитано как абсолютное (англ. Ultimate Combo)). Если у победившего игрока осталось больше половины здоровья, он может исполнить на оппоненте альтернативное добивание под названием Humiliation (рус. унижение), заставив последнего танцевать перед ним (стиль танца различается в зависимости от персонажа). При наличии условий, аналогичных проведению абсолютного комбо, игрок может добить оппонента одним длинным комбо, засчитываемым как ультра-комбо.
- При проведении на персонаже игрока комбо, последний может вырваться из него, использовав механику комбо-брейкер (англ. combo breaker), при успешном использовании которой атакующий отбрасывается от использовавшего подобную технику.
- Теневые приёмы (англ. Shadow Moves) — улучшенные версии спецприёмов, имеющие специфические изменения по сравнению с их обычными версиями. В оригинальной Killer Instinct накопить энергию для теневых приёмов возможно только с помощью комбо-брейкеров, но в Killer Instinct 2 шкалу можно заполнить простым получением урона от оппонента.

## Игры

### Killer Instinct(1994)
Первая игра в серии; изначально вышла в 1994 году на аркадные автоматы, и параллельно велась разработка игры для консоли Nintendo Ultra 64 (позднее известна как Nintendo 64), однако на данной платформе она так и не вышла. Позднее Killer Instinct вышла на консолях Super Nintendo и Game Boy.

### Killer Instinct 2(1996)
Вторая игра в серии; вышла в 1996 году на аркадные автоматы. Планировалась к изданию на Super Nintendo и Game Boy Color, но так и не была на них выпущена. Позднее игра вышла на Nintendo 64 под названием Killer Instinct Gold.

### Killer Instinct(2013)
Третья игра в серии и первая изданная Microsoft Studios; была анонсирована на пресс-конференции Microsoft в рамках выставки E3 2013 и разработана студией Double Helix Games при участии Rare. Релиз игры состоялся в ноябре 2013 года в числе стартовых тайтлов для Xbox One.